# Żydowska Samopomoc Społeczna

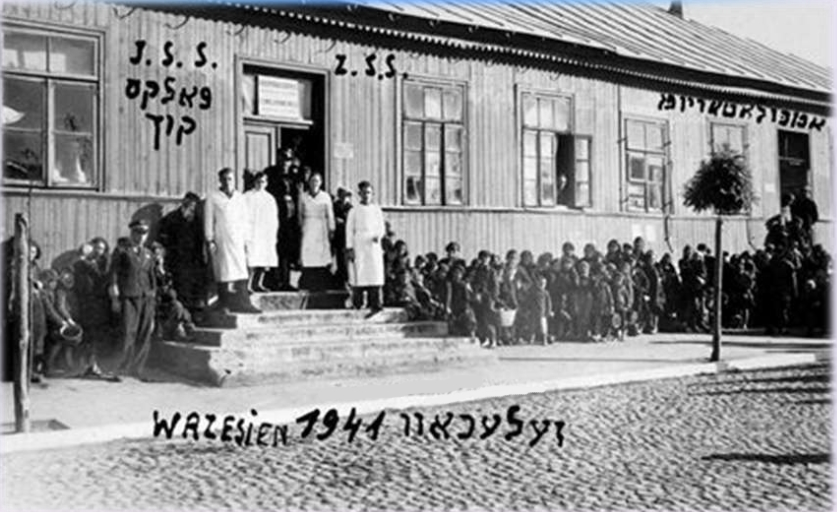
Kuchnia Żydowskiej Samopomocy Społecznej w getcie w Żelechowie

Żydowska Samopomoc Społeczna (ŻSS, niem. Jüdische Soziale Selbsthilfe, JSS, jid. ‏יידישע סוציאלישע אליינהילף‎) – organizacja dobrowolnej opieki społecznej Żydów w Generalnym Gubernatorstwie. Istniała od maja 1940 do 1942 roku. Odpowiednik polskiej Rady Głównej Opiekuńczej. 

## Historia
Za datę oficjalnego powołania organizacji uznaje się 29 maja 1940 roku, czyli dzień zatwierdzenia jej statutu. Władze Generalnego Gubernatorstwa ustanowiły ŻSS centralną organizacją opieki społecznej dla Żydów w GG i innym organizacjom nakazno się jej podporządkować. W związku z zarezerwowaniem nazwy Żydowska Samopomoc Społeczna, nakazano zlikwidować warszawską Żydowską Samopomoc Społeczną – Komisję Koordynacyjną. 
Zgodnie ze statutem na czele organizacji stało siedmioosobowe prezydium z siedzibą w Krakowie, prezydium podlegało Podwydziałowi Spraw Ludnościowych i Opieki Społecznej Wydziału Administracji Wewnętrznej Rządu Generalnego Gubernatorstwa. Zgodnie ze statutem w siedzibach starostów powiatowych GG miały powstawać żydowskie komitety opiekuńcze powiatowe, a w siedzibach starostów miejskich żydowskie komitety opiekuńcze miejskie, działacze lokalnych komitetów odpowiadali za swoje działania przed odpowiednimi starostami. 
Od września 1940 roku przewodniczącym prezydium ŻSS był Michał Weichert. W skład pierwszego prezydium weszli oprócz niego Józef Jaszuński, Beniamin Zabłudowski, Gustaw Wielikowski, Marek Bieberstein, Chaim Hilfstein i Eliasz Tisch. Pierwszych czterech członków prezydium było przedstawicielami z Warszawy, a reszta pochodziła z Krakowa. Początkowo planowano, by w skłąd prezydium weszli przedstawiciele wszystkich czterech dystryktów Generalnego Gubernatorstwo, z powodu trudności w organizowaniu posiedzeń ograniczono miejsca przebywania członków prezydium do dwóch miast. Wszyscy warszawscy członkowie prezydium byli wcześniej działaczami Komisji Koordynacyjnej Żydowskich Organizacji Społecznych i Opiekuńczych, poza Weichertem byli także członkami Rady Żydowskiej. Sekretarzem generalnym prezydium został Emanuel Ringelblum. 
Pierwsze posiedzenie prezydium odbyło się 5 września 1940 roku, po zebraniu wysłano okólnik do Judenratów w Warszawie, Krakowie, Lublinie, Radomiu, Częstochowie i Kielcach, z informacją, że zostaną w nich powołane pięcioosobowe Żydowskie Komitety Opiekuńcze. W styczniu 1941 ŻSS zatrudnił do pomocy inspektorów Jointu, którzy raportowali prezydium o działalności opiekuńczej prowadzonej w terenie. Powołano również doradców ŻSS przy szefach dystryktów, byli to Marek Alten (dystrykt lubelski), Józef Diament (dystrykt radomski), Jakub Sternberg (dystrykt krakowski) oraz Gustaw Wielikowski (dystrykt warszawski). 
Do pracy w lokalnych komitetów ŻSS najczęściej wybierano przedwojennych działaczy społecznych, zawodowych, kulturalnych i politycznych, w skład ŻSS wchodzili m.in. działacze CENTOS, TOZ, Gemilas Chesed, Żydowskiego Towarzystwa Kolonizacyjnego, Jointu, Polskiego Czerwonego Krzyża, Komitetów Pomocy Uchodźcom z Niemiec, Związku Kupców, Związku Rzemieślników oraz radni miejscy, ławnicy, członkowie zarządów banków spółdzielczych, szefowie kuchni spolecznych i lekarze prowadzący przychodnie oraz ambulatoria. 
Organizacja koordynowała działalność żydowskich organizacji opiekuńczych, takich jak Towarzystwo Ochrony Zdrowia Ludności Żydowskiej oraz CENTOS. ŻSS podlegało około 400 placówek opiekuńczych, organizacja prowadziła także kuchnie, rozdawnictwo prowiantu, odzieży i lekarstw oraz pośrednictwo pracy i poszukiwanie zaginionych. ŻSS utrzymywana była z dotacji władz okupacyjnych, datków od społeczności żydowskiej oraz z pomocy dostarczanej przez Joint i inne organizacje. Weichert, jako przewodniczący ŻSS, utrzymywał kontakt z Międzynarodowym Komitetem Czerwonego Krzyża. Działalność ŻSS i lokalnych komitetów organizacji była często uznawana przez Judenraty za działalność konkurencyjną, która zagrażała władzy Judenratów, dochodziło również do konfliktów dotyczących wyboru składu lokalnych komitetów oraz rozdziału kompetencji, m.in. przy prowadzeniu kuchni społecznych. 
Prezydium ŻSS było jedyną centralną instytucją żydowską utrzymującą kontakt z wieloma ośrodkami żydowskimi w GG. Organizacja nie współpracowała najprawdopodobniej z ruchem oporu, do końca pozostając organizacją legalną, działającą pod zwierzchnictwem okupantów.
Po zlikwidowaniu ŻSS w lipcu 1942 roku część środków organizacji przekazano Radzie Pomocy Żydom. Mimo oficjalnego rozwiązania organizacji, prezydium kontynuowało działalność, m.in. przekazując paczki żywnościowe do obozów pracy. Następcą ŻSS był powołany w marcu 1943 roku Żydowski Urząd Samopomocy, na czele którego także stanął Michał Weichert. Do końca 1943 roku zamordowano lub aresztowano wszystkich członków zarządu ŻSS oprócz Weicherta, Hilfsteina i Tischa.